# Штефанс-плац (станція метро)

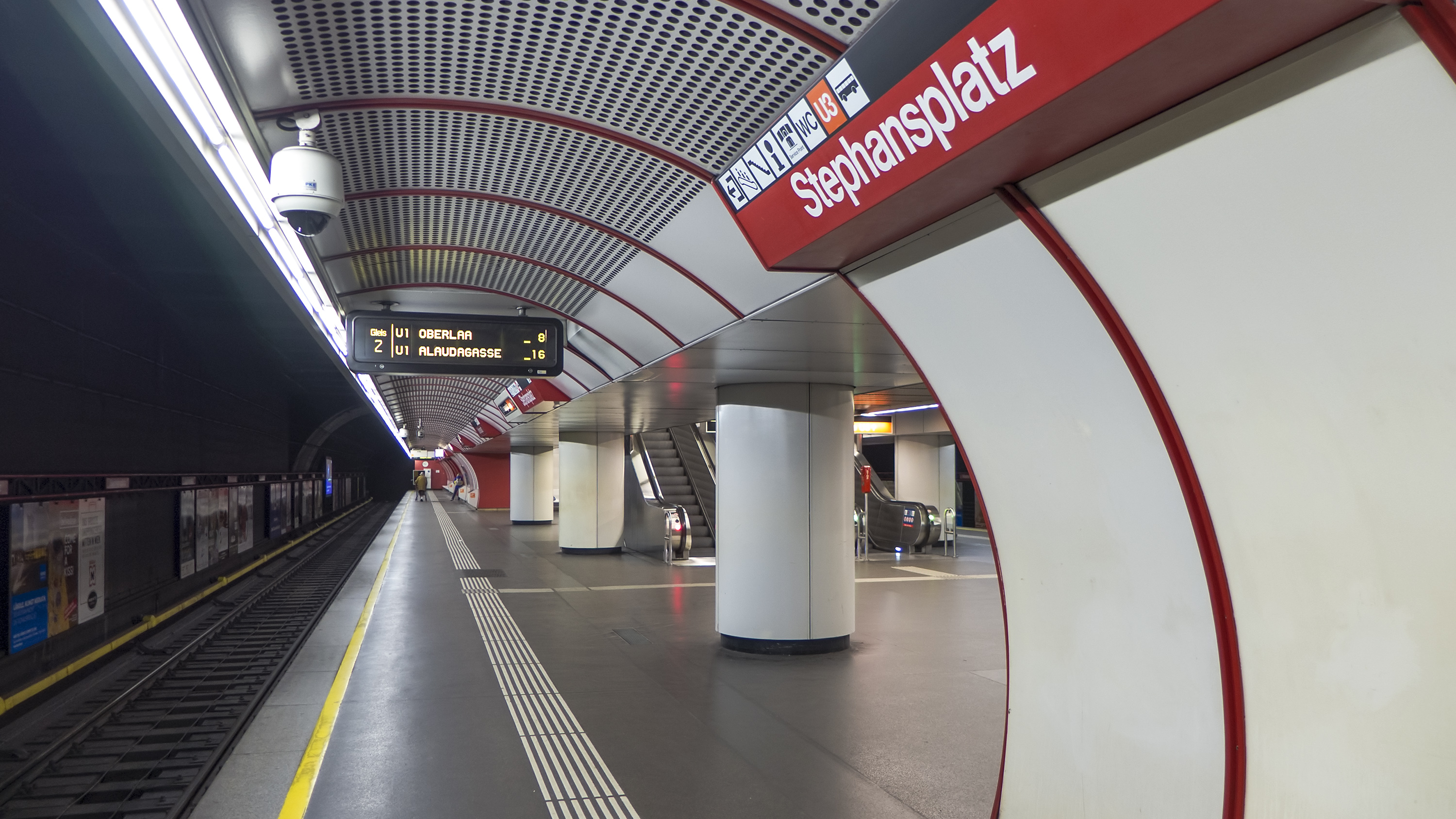
Платформи станції на лінії U1

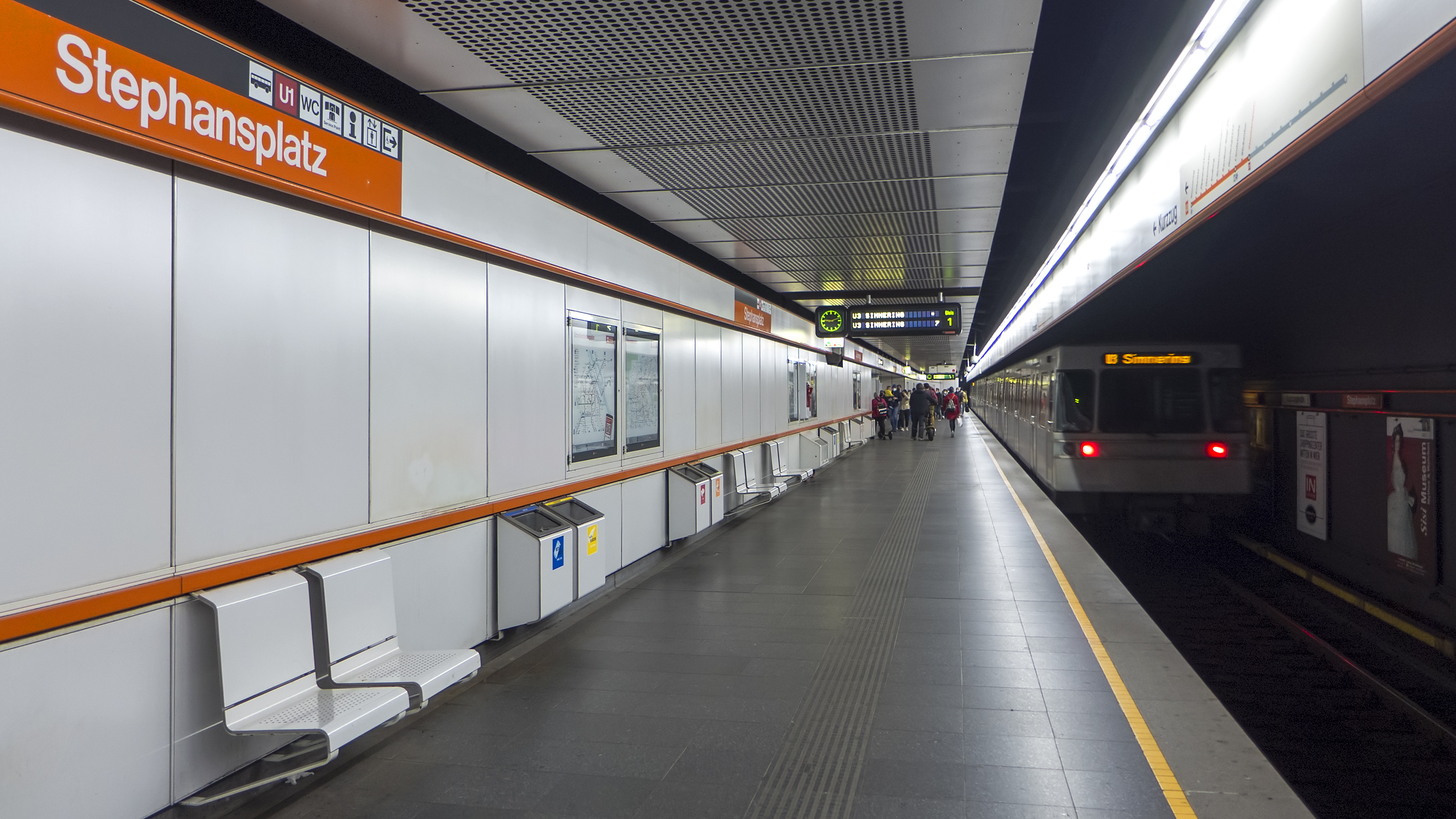
Платформа станції на лінії U3 в напрямку «Штубентора»

48°12′29″ пн. ш. 16°22′18″ сх. д. / 48.208° пн. ш. 16.3716° сх. д.
«Штефанс-плац» (нім. Stephansplatz; в перекладі — площа Стефана) — пересадочна станція Віденського метрополітену, розміщена на лінії U1 між станціями «Карлс-плац» і «Шведен-плац» та на лінії U3 між станціями «Геррен-гассе» і «Штубентор». Відкрита 18 листопада 1978 року на лінії U1 та 6 квітня 1991 року на лінії U3.
Розташована в 1-му районі Відня (Іннере-Штадт), під однойменною площею, поруч із собором святого Стефана.